# Mondhygiënist

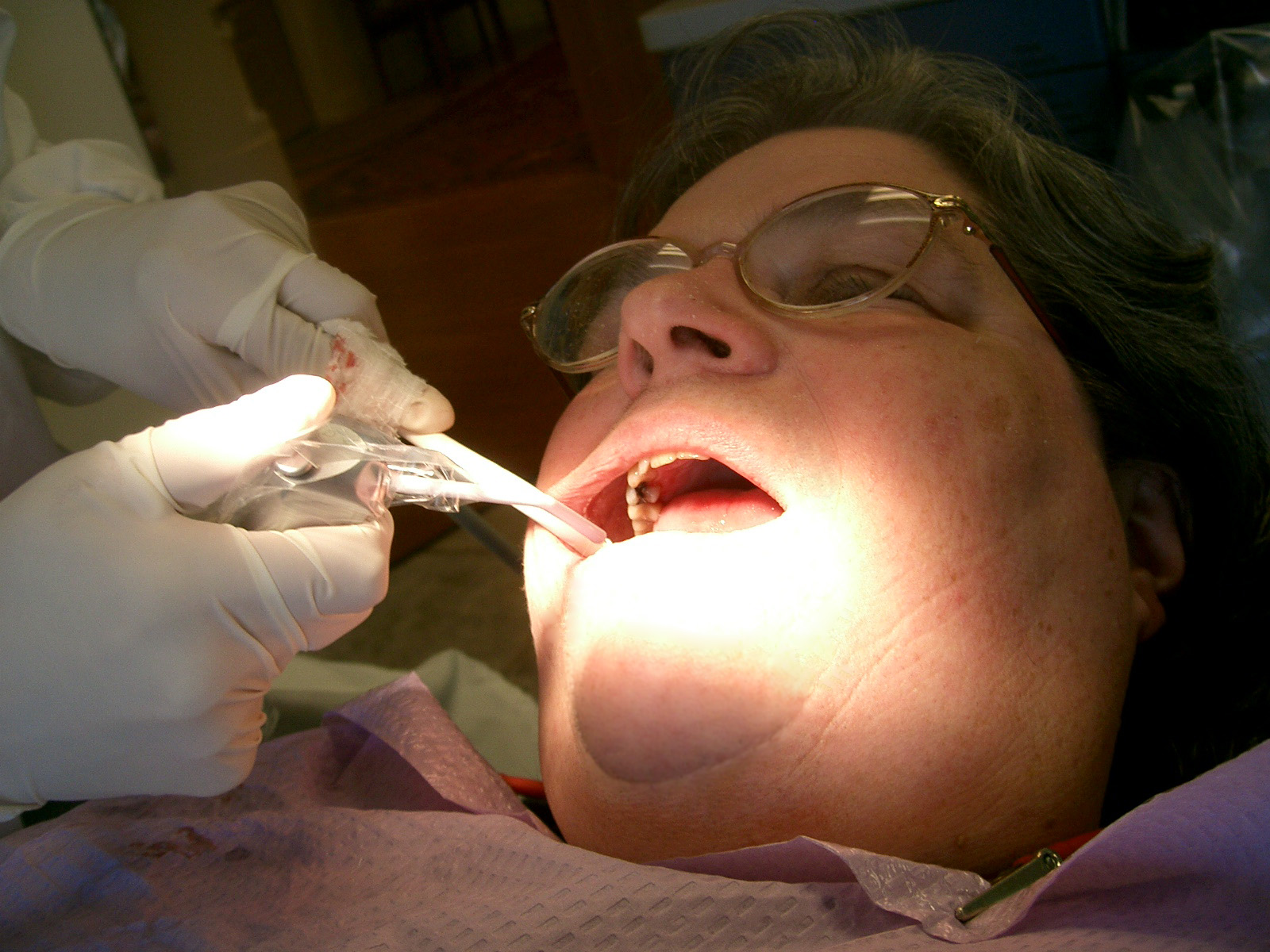
Een mondhygiënist aan het werk

Een mondhygiënist is als paramedicus werkzaam binnen de mondzorg. De taken die een mondhygiënist uitvoert zijn voornamelijk gericht op preventie – het voorkomen van tandvleesproblemen, cariës (gaatjes in tanden en kiezen), erosie (dunner worden van glazuur door zure producten). De mondhygiënist mag ook de halfjaarlijkse controle doen. Daarnaast voert de mondhygiënist ook taken uit die gericht zijn op genezing, zoals het boren en vullen van primaire cariës, verdoving geven en tandvleesbehandelingen.
In Nederland worden mondhygiënisten opgeleid in het hoger beroepsonderwijs (hbo). Deze opleiding wordt 'mondzorgkunde' genoemd.
In Vlaanderen is er een opleiding tot mondhygiënist (bachelor in de mondzorg) aan twee hogescholen: de Arteveldehogeschool in Gent en het UC Leuven-Limburg. In september 2019 startte de opleiding ook in Franstalig België.
Meer specifiek zijn de werkzaamheden van de mondhygiënist:
- voorlichting en mondhygiënische instructie geven
- voorlichting over het ontstaan van tandvleesaandoeningen, cariës en het effect van voedingsgewoonten op het gebit
- volledige gebitsreiniging, waarbij tandsteen, plaque en aanslag worden verwijderd
- tandvleesbehandelingen (paro-behandelingen en initiële therapie)
- het aanbrengen van sealants (lakje) op kiezen om gaatjes te voorkomen
- preventieve behandelingen zoals het aanbrengen van fluoride
- mondonderzoek en het maken van röntgenfoto's en gebitsafdrukken
- polijsten van vullingen
- boren en vullen van kleine gaatjes
- verdoving geven